# Zlatni studio 2019.
Zlatni studio 2019. je godišnja medijska nagrada u Hrvatskoj koja se održala 2. veljače 2019. godine, a nagrade su dodijeljene za prethodnu godinu.
Dodjela nagrada održana je na zagrepčankom Prisavlju, u studiju HRT-a Anton Marti 2. veljače 2019. godine uz izravni televizijski prijenos na Prvom programu HTV-a i web stranici Jutarnji.hr.
Nagrada Zlatni studio dodijelila se u pet skupina: film, televizija, kazalište, glazba i radio odnosno 20 kategorija.

## Dobitnici i nominirani

### Film
Najbolji filmski glumac godine
| Nominirani            | Film            |
| --------------------- | --------------- |
| Janko Popović Volarić | Comic Sans      |
| Frano Mašković        | Osmi povjerenik |
| Borko Perić           | Osmi povjerenik |

Najbolja filmska glumica godine
| Nominirani       | Radio stanica   |
| ---------------- | --------------- |
| Nadia Cvitanović | Osmi povjerenik |
| Nataša Janjić    | Comic Sans      |
| Tihana Lazović   | Aleksi          |

Najbolji igrani film godine
| Nominirani      |
| --------------- |
| Aleksi          |
| Comic Sans      |
| Osmi povjerenik |

### Televizija
Najbolji/a TV voditelj/ica godine
| Nominirani         | TV emisija | TV kanal |
| ------------------ | ---------- | -------- |
| Marko Šapit        | Zabivaka   | HRT      |
| Ivana Paradžiković | Provjereno | Nova TV  |
| Zoran Šprajc       | RTL Direkt | RTL      |

Najbolji/a TV novinar/ka godine
| Nominirani              | TV kanal |
| ----------------------- | -------- |
| Martina Validžić        | HRT      |
| Ivana Brkić Tomljenović | Nova TV  |
| Andrija Jarak           | Nova TV  |

Najbolja domaća serija godine
| Nominirani      | TV kanal |
| --------------- | -------- |
| Na granici      | Nova TV  |
| Novine          | HRT      |
| Pogrešan čovjek | RTL      |

Najbolja TV zabava godine
| Nominirani               | TV kanal |
| ------------------------ | -------- |
| A strana                 | HRT      |
| Potjera                  | HRT      |
| Tvoje lice zvuči poznato | Nova TV  |

Najbolji reality show godine
| Nominirani       | TV kanal |
| ---------------- | -------- |
| Život na vagi    | RTL      |
| 3, 2, 1 - kuhaj! | RTL      |
| Supertalent      | Nova TV  |

Najbolja TV emisija godine
| Nominirani | TV kanal |
| ---------- | -------- |
| Provjereno | Nova TV  |
| RTL Direkt | RTL      |
| Zabivaka   | HRT      |

### Kazalište
Najbolja predstava godine
| Nominirane predstave             | Redatelj            | Kazalište  |
| -------------------------------- | ------------------- | ---------- |
| Henrik Ibsen: Peer Gynt          | Erik Ulfsby         | HNK Zagreb |
| Uglješa Šajtinac: Huddersfield   | Rene Medvešek       | ZeKaeM     |
| William Shakespeare: Rikard III. | Aleksandar Popovski | GK Gavella |

Najbolji kazališni glumac godine
| Nominirani     | Kazališna predstava           | Kazalište    |
| -------------- | ----------------------------- | ------------ |
| Marinko Prga   | Luđak i opatica               | HNK Varaždin |
| Milan Pleština | Mački na vrućem limenom krovu | HNK Zagreb   |
| Ozren Gabarić  | Rikard III.                   | GK Gavella   |

Najbolja kazališna glumica godine
| Nominirane      | Kazališna predstava      | Kazalište  |
| --------------- | ------------------------ | ---------- |
| Nina Violić     | Ciganinu, ali najljepšem | HNK Zagreb |
| Bojana Gregorić | Rikdard III.             | GK Gavella |
| Nina Violić     | Ciganinu, ali najljepšem | HNK Zagreb |

Najbolje novo lice u kazalištu godine
| Nominirani       | Kazališna predstava      | Kazalište    |
| ---------------- | ------------------------ | ------------ |
| Elizabeta Brodić | Luđak i opatica          | HNK Varaždin |
| Dajana Čuljak    | Faraon iz Ilice je mrtav | GK Gavella   |
| Mateo Videk      | Huddersfield             | ZeKaeM       |

### Glazba
Najbolja grupa godine
| Nominirani    |
| ------------- |
| Detour        |
| Pravila igre  |
| Zaprešić Boys |

Najbolji pjevač godine
| Nominirani     |
| -------------- |
| Masimo         |
| Petar Grašo    |
| Tony Centinski |

Najbolja pjevačica godine
| Nominirane     |
| -------------- |
| Franka Batelić |
| Jelena Rozga   |
| Nina Badrić    |

Najbolji hit godine
| Nominirani                                  |
| ------------------------------------------- |
| Petar Grašo - Ako te pitaju                 |
| Vatra feat. Massimo - Nama se nikud ne žuri |
| Nina Badrić - Rekao si                      |

Najbolji koncert godine
| Nominirani        | Mjesto održavanja                |
| ----------------- | -------------------------------- |
| Massimo           | ŠRC Šalata, Zagreb               |
| Prljavo kazalište | Stadion u Kranjčevićevoj, Zagreb |
| Vojko V           | Dom sportova, Zagreb             |

### Radio
Najbolji radio godine
| Nominirani      |
| --------------- |
| Otvoreni radio  |
| Radio Dalmacija |
| HRT - HR Rijeka |

Najbolji radijski glas godine
| Nominirani    | Radio stanica   |
| ------------- | --------------- |
| Frano Ridjan  | HRT - HR Sljeme |
| Ivana Mišerić | Otvoreni radio  |
| Robert Ferlin | HRT - HR Rijeka |

## Vanjske poveznice
- Službene web stranice nagrade Zlatni studio  Arhivirana inačica izvorne stranice od 12. siječnja 2019. (Wayback Machine)